# Mutsuhiko Nomura
Mutsuhiko Nomura (野村 六彦, 10 de febrer de 1940) és un exfutbolista del Japó.
Comença la seua carrera professional al Hitachi, el 1963, on esdevingué màxim golejador de lliga la temporada 1965 amb un total de 15 gols en 14 partits. El club va guanyar els campionats Japan Soccer League el 1972 i Copa de l'Emperador el 1972 i 1975.